# Дыгулыбгей
Дыгулыбге́й (кабард.-черк. Дыгулыбгъуей) — село в составе городского округа Баксан Кабардино-Балкарской Республики. Крупнейший сельский населённый пункт в республике.

## География

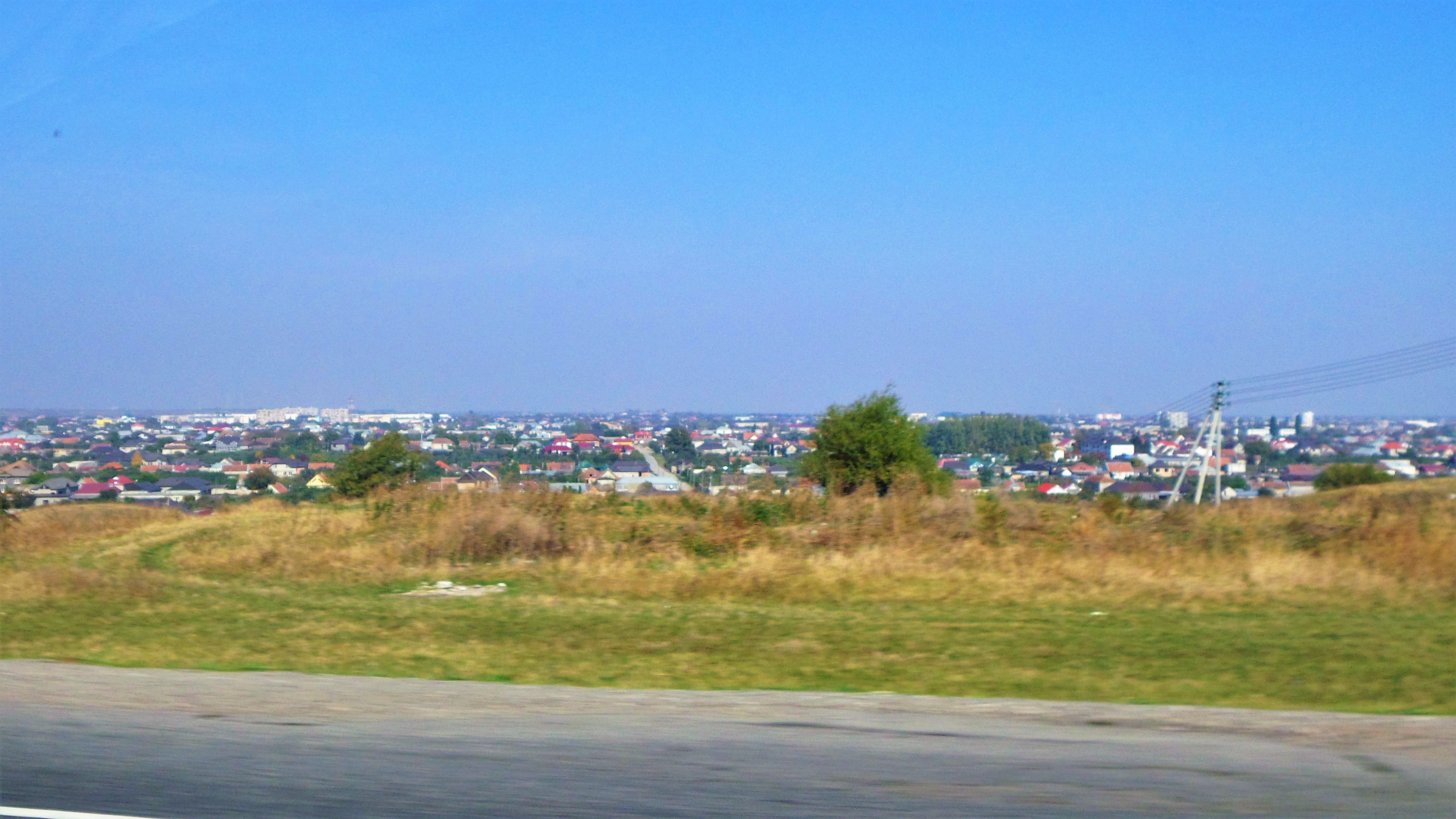
Вид на село со стороны автотрассы «Кавказ»

Селение Дыгулыбгей расположено на правом берегу реки Баксан, у её выхода из ущелья на предгорную равнину. Находится в 18 км к северо-западу от города Нальчик, северная часть села фактически слилась с городом Баксан и отделена от него лишь рекой Баксан.
Вдоль юго-западной окраины села проходит федеральная автотрасса «Кавказ» Р-217. Через центр села проходит её объездной путь, идущий через город Баксан. Вдоль северной и западной окраины села проходит региональная автотрасса А-158 «Прохладный—Баксан—Эльбрус», ведущая в национальный парк Приэльбрусье.
Площадь территории населённого пункта составляет — 15,30 км2..
Граничит с землями населённых пунктов: Баксан на севере, Баксанёнок на северо-востоке, Кишпек на востоке, Чегем Второй на юге и Исламей на западе.
Населённый пункт находится в предгорной зоне республики. Средние высоты на территории села составляют около 505 метров над уровнем моря. Рельеф местности представляет собой предгорную наклонную равнину, окружённую на юго-западе возвышенностями с обрывами. Далее, к югу от села, начинают возвышаться северные отроги Пастбищного хребта. Высшей точкой в окрестностях села является массив Махогапс, расположенный к юго-западу от населённого пункта и достигающий абсолютных высот до 1000 метров над уровнем моря. Недра территории села сложены мощной толщей аллювиальных валунно-галечников с песчаным заполнением. Грунтовые воды расположены на глубине около 10-15 метров.
Гидрографическая сеть в основном представлена рекой Баксан. К юго-востоку от села протекает его правый приток — Кишпек (Тыжуко), впадающая в Баксан у восточной окраины села. Через само село проходит несколько проточных каналов реки Баксан. Также имеются несколько искусственных водоёмов.
Климат влажный умеренный, с тёплым летом и прохладной зимой. Среднегодовая температура воздуха составляет около +9,5°С, и колеблется от средних +21,5°С в июле, до средних −3,0°С в январе. Среднесуточная температура воздуха колеблется от −10°С до +15°С зимой, и от +16°С до +30°С летом. Среднегодовое количество осадков составляет около 750 мм. Ранней весной при резких перепадах температуры, с гор дуют сильные ветры.

## История

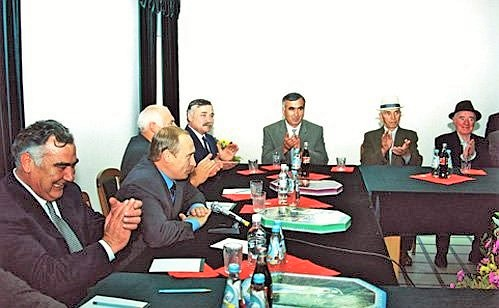
Владимир Путин со старейшинами села Дугулубгей (2001 год)

Первые упоминания об ауле относятся к XVI веку, когда начались первые дипломатические отношения между адыгами (черкесами) и русскими. Официальной датой основания села считается 1597 год.
Основателем села считается кабардинский вуорк (дворянин) Дугулубг Тамбиев, в честь которого аул и был назван Тамбиево (кабард.-черк. Тамбий хьэблэ).
Согласно данным Национальной исторической энциклопедия, аул в середине XIX века именовался по имени своего владельца — поручика Заракуша Тамбиева (1808/1810 — не ранее 1893).
18 (30) апреля 1822 года селение было взято Кабардинским пехотным полком, в ходе одной из экспедиций полковника Коцарева в Кабарду. При взятии аула погиб капитан Красовский из состава Кабардинского пехотного полка. В ходе Кавказской войны, из-за военных действий, миграций и последующем вынужденном мухаджирстве в Османскую империю, население аула резко сократилось.
В 1865 году в ходе Земельной реформы Кабарды и программы по укрупнению кабардинских селений, к аулу Заракуша Тамбиева были присоединены аул Берда Тамбиева и аул Шакманей.
В 1920 году с окончательным установлением советской власти в Кабарде, решением ревкома Нальчикского округа, Тамбиево I как и другие кабардинские поселения было переименовано, из-за присутствия в их названиях княжеских и дворянских фамилий. В результате село получило новое название — Кызбурун III.
Во время Великой Отечественной войны, в сентябре 1942 года село было оккупировано немецкими войсками. В январе 1943 года село было освобождено от немецких захватчиков. 
В 1993 году селению было возвращено его историческое название Дугулубгей (кабард.-черк. Дыгулыбгъуей), от имени основателя села — Дугулубга Тамбиева.
В 2003 году селение Дугулубгей и одноимённая сельская администрация были упразднены и включены в состав города Баксан.
В 2008 году после многочисленных просьб жителей, Дугулубгею был возвращён статус села, но в составе городского округа. При этом название села было преобразовано в Дыгулыбгей.
Ныне село административно входит в состав городского округа города Баксан, и имеет местную администрацию (территориальный исполнительный округ) и местное самоуправление в форме Совета старейшин.

## Население
| 1979    | 2002    | 2010    | 2011    | 2012    | 2013    | 2014    |
| ------- | ------- | ------- | ------- | ------- | ------- | ------- |
| 11 020  | ↗20 355 | ↘20 228 | ↗20 243 | ↗20 271 | ↘20 206 | ↗20 214 |
| 2015    | 2016    | 2017    | 2018    | 2019    | 2020    | 2021    |
| ↗20 349 | ↗20 387 | ↗20 462 | ↗20 553 | ↗20 619 | ↗20 718 | ↗20 852 |
| 2023    | 2024    | 2025    |         |         |         |         |
| ↗20 975 | ↗21 033 | ↗21 144 |         |         |         |         |

Плотность — 1381.96 чел./км².
Национальный состав
По данным Всероссийской переписи населения 2021 года:
| Народ                | Численность, чел. | Доля от всего населения, % | Доля от указавших нац-ть, % |
| -------------------- | ----------------- | -------------------------- | --------------------------- |
| кабардинцы (черкесы) | 19 974            | 95,79 %                    | 99,51 %                     |
| * кабардинцы         | 19 823            | 95,07 %                    | 98,76 %                     |
| * черкесы            | 151               | 0,72 %                     | 0,75 %                      |
| другие               | 99                | 0,47 %                     | 0,49 %                      |
| нет / не указано     | 779               | 3,74 %                     | -                           |
| всего                | 20 852            | 100 %                      | 100 %                       |

По данным Всероссийской переписи населения 2010 года:
| Народ                | Численность, чел. | Доля от всего населения, % |
| -------------------- | ----------------- | -------------------------- |
| кабардинцы (черкесы) | 20 057            | 99,15 %                    |
| * кабардинцы         | 20 032            | 99,03 %                    |
| * черкесы            | 25                | 0,12 %                     |
| другие               | 171               | 0,85 %                     |
| всего                | 20 228            | 100 %                      |

Поло-возрастной состав
По данным Всероссийской переписи населения 2010 года:
| Возраст     | Мужчины, чел. | Женщины, чел. | Общая численность, чел. | Доля от всего населения, % |
| ----------- | ------------- | ------------- | ----------------------- | -------------------------- |
| 0 — 14 лет  | 2442          | 2439          | 4881                    | 24,13 %                    |
| 15 — 59 лет | 6460          | 6739          | 13 199                  | 65,25 %                    |
| от 60 лет   | 886           | 1262          | 2148                    | 10,62 %                    |
| Всего       | 9788          | 10 440        | 20 228                  | 100 %                      |

Мужчины — 9788 чел. (48,4 %). Женщины — 19 264 чел. (51,6 %).
Средний возраст населения — 31,8 лет. Средний возраст мужчин — 31,1 лет. Средний возраст женщин — 32,5 лет. 
Медианный возраст населения — 28,7 лет. Медианный возраст мужчин — 28,5 лет. Медианный возраст женщин — 28,9 лет.

## Местное самоуправление
Администрация села Дыгулыбгей является территориальным исполнительным органом городского округа Баксан и осуществляет исполнительно-распорядительные функции на территории села Дыгулыбгей.
Администрация села Дыгулыбгей — Городской округ Баксан, село Дыгулыбгей, ул. Баксанова, 32.
Структуру органов местного самоуправления сельского поселения составляют:
- Исполнительно-распорядительный орган — Местная администрация села Дыгулыбгей.
  - Глава местной администрации села — Ахиев Ахмед Сергеевич (с 26 ноября 2019 года).
- Представительный орган — Совет местного самоуправления «Совет Старейшин».
  - Председатель Совета местного самоуправления «Совет Старейшин» — Карданов Заурбек Заурбиевич (с 17 апреля 2024 года).

## Ислам
На территории села фунцкионируют четыре мечети:
- МО «Аль Фуркъан» — пер. Куашева, 17.
- МО «Ансар» — пер. Гагарина, 6.
- МО «Верхняя мечеть» — ул. Кокова, 200 «а».
- МО «Нижняя мечеть» — ул. 400-летия, 359.

## Образование
| Образовательное учреждение        | Тип учреждения | Адрес                   |
| МКОУ СОШ № 7 им. Мамхегова К. Х.  | среднее        | ул. Баксанова, 100 «а». |
| МКОУ СОШ № 8 им. Кокова В. В.     | среднее        | ул. Апанасова, 64.      |
| МКОУ СОШ № 9 им. Цагова Н. А.     | среднее        | ул. Кокова, 258.        |
| МКОУ СОШ № 10 им. Карданова Б. М. | среднее        | пер. Иванова, 1.        |
| МКОУ СОШ № 11                     | среднее        | пер. Горный, 1          |

При вхождении села Дыгулыбгей в состав городского округа Баксан, школьные и дошкольные учреждения села, стали числиться за городом Баксан.

## Здравоохранение
- Участковая поликлиника
- Стоматологический центр

## Культура
- Сельский Дом Культуры
- Физкультурно-оздоровительный комплекс

Общественно-политические организации:
- Адыгэ Хасэ
- Совет ветеранов труда и войны и др.

## Экономика
Основу экономики села составляет агропромышленный комплекс. Также на его территории действуют несколько индустриальных предприятий, наиболее крупным из которых является Кызбурунский кирпичный завод.
К югу от села расположен один из крупнейших на Северном Кавказе тепличных комплексов и насаждения фруктовых деревьев.

## Улицы
На территории села зарегистрировано 54 улиц и 24 переулка:
Улицы:

| 16 км            |
| 1-я линия        |
| 2-я линия        |
| 3-я линия        |
| 4-я линия        |
| 5-я линия        |
| 6-я линия        |
| 7-я линия        |
| 8-я линия        |
| 9-я линия        |
| 400-Летия        |
| Абазинская       |
| Апанасова        |
| Аушоко           |
| Баксанова        |
| Береговая        |
| Бештоева Х.М.    |
| Братьев Нагоевых |

| Братьев Хежевых |
| Водозаборная    |
| Выхупа          |
| Вышхафеч        |
| Гергова А.Ж.    |
| Герменщик       |
| Закардонная     |
| Заречная        |
| Кауфова Ф.М.    |
| Кафапаж         |
| Кодзокова Л.М.  |
| Кокова В.В.     |
| Королёва        |
| Краснознамённая |
| Курганная       |
| Лесная          |
| Набережная      |
| Нальчикская     |

| Новозаводская |
| Огородная     |
| Подгорная     |
| Сижажева М.В. |
| Спортивная    |
| Степная       |
| Тамбиева      |
| Тешаго        |
| Урусуко       |
| Фандуко       |
| Фермерская    |
| Хажиева Р.К.  |
| Хатажукинская |
| Цагова Н.А.   |
| Чемпионов     |
| Чишпеч        |
| Шыдуанэ       |
| Шыка          |

Переулки:

| 9 мая      |
| Абазова    |
| Безымянный |
| Гагарина   |
| Горный     |
| Иванова    |
| Калмыкова  |
| Кешокова   |

| Колхозный    |
| Комплексный  |
| Куашева      |
| Кызбурунский |
| Лермонтова   |
| Матросова    |
| Махогапский  |
| Октябрьский  |

| Ореховый     |
| Охотничий    |
| Первомайский |
| Победы       |
| Садовый      |
| Тургенева    |
| Чегемский    |
| Южный        |

## Известные уроженцы
- Цагов Нури Айтекович — советский общественный и политический деятель, черкесский просветитель;
- Мурзаканов Азамат Анзорович — российский боец смешанных единоборств, представитель полутяжёлой весовой категории UFC.